# Jack Cropp
John Urquhart Cropp (23 de maio de 1927 — 25 de junho de 2016) é um velejador neozelandês, campeão olímpico. Ele competiu nos Jogos Olímpicos de Verão de 1956 na classe 12 m² Sharpie e conquistou a medalha de ouro, ao lado de Peter Mander.
Quando ele era criança, sua família mudou-se para McCormacks Bay, Christchurch. Lá ele começou a navegar, junto com Mander que morava nas proximidades. Cropp inicialmente trabalhou como litógrafo na indústria gráfica, mas depois de se tornar um marinheiro proeminente tornou-se construtor de barcos e designer profissional. Cropp e Mander foram os primeiros velejadores da Nova Zelândia a competir nas Olimpíadas. Eles foram incluídos no Hall da Fama dos Esportes da Nova Zelândia em 1990.